# Mario Party 9
Mario Party 9 es un videojuego de la saga Mario Party, anunciado en el evento de Nintendo E3 2011 para Wii. Novena entrega en consolas de sobremesa y undécima en total. Es la primera entrega de la serie en no ser desarrollada por Hudson Soft, después de haber sido absorbida por Konami. Fue lanzado en Europa el 2 de marzo, en Estados Unidos y Australia fue estrenado en marzo también y en Japón fue lanzado hasta abril. Mario Party 9 fue la última entrega de la saga Mario Party que apareció en la consola Wii, ya que el lanzamiento de Mario Party 10 fue para la Wii U.

## Modo de Juego
Un nuevo modo de juego se introdujo en esta entrega, y se retiró el antiguo formato visto en los anteriores ocho títulos: todos los jugadores se mueven a la vez en un vehículo (un Toadmóvil en el Valle Toad, una alfombra mágica en la Mansión Boo y un trotafábricas en la Fábrica de Bob-ombs, por ejemplo). En vez de intentar recoger monedas para comprar estrellas, los jugadores reciben miniestrellas al pasar por estas. Nuevos tipos de minijuegos se introdujeron en esta nueva entrega, un ejemplo son los minijuegos 2 vs 1 contra Bowsy Los jugadores deben intentar evitar las Estrellas Negativas , que reducen su importe actual de Mini Estrellas. En este juego, los minijuegos no aparecen después de cada cuatro vueltas, sólo cuando un jugador cae en una casilla de minijuego. A diferencia de juegos anteriores de Mario Party, donde a menudo sólo importaba el ganador, todos los minijuegos están clasificados desde el primero al último lugar y, en general todos los jugadores reciben miniestrellas, aunque el jugador que gana recibe la mayoría . 

### Modos
Mario Party 9 cuenta en total con 5 modos. Los cuales son:
- Fiesta
- Minijuegos
- Individual
- Museo
- Extras

#### Fiesta
Una vez más regresando de los anteriores juegos de Mario Party, el Modo Fiesta consiste en los jugadores que van alrededor de un tablero como los juegos anteriores, pero ha cambiado debido a las nuevas mecánicas del juego de Mario Party 9.

#### Minijuegos
- Juego Libre: Los jugadores pueden jugar a todos los minijuegos.
- Escalera hacia el Éxito: Los jugadores deben ganar minijuegos para subir por una escalera, gana quien llega primero hacia la cima.
- Batalla de Jardines: Los jugadores deben conseguir piezas de puzle para completar su jardín ganando minijuegos.
- Triple Elección: Todos los jugadores escogen tres minijuegos de un grupo de 5 que son elegidos al azar. Los minijuegos son jugados y quien consiga más puntos gana el juego.
- Bloques Rodantes: Los jugadores deben ganar minijuegos para girar un dado para pasar por un camino de puntos. El primer jugador que llega a 500 puntos gana.
- Descenso contrarreloj: El jugador intenta ganar 10 minijuegos lo antes posible para conseguir el menor tiempo posible (este juego es solo para un jugador).
- La Guarida de los Jefes: Los jugadores deben pelear contra los jefes para ganar. Se puede elegir entre luchar solo con los jefes intermedios, solo contra los jefes finales o luchar contra todos los jefes (desbloqueable por 500 Puntos Fiesta).

#### Individual
El modo historia del juego. El Modo Individual envuelve al jugador viajando a través de los seis tableros y recuperar las miniestrellas que ha robado Bowser (este modo es solo para un jugador).

#### Extras
En el Modo Extras, el jugador puede jugar varios minijuegos extras como Bolos Goomba, Hexapuzle, Fútbol Goomba o Primer Plano

#### Museo
El Museo es donde los jugadores pueden gastar sus Puntos Fiesta en varias cosas como constelaciones de miniestrellas, sonidos del juego, vehículos, desbloquear modos de juego o ver los créditos. Una vez que una constelación es devuelta al cielo los personajes pueden ir a verlas en el cielo.

## Personajes

### Personajes Jugables
- Mario
- Luigi
- Peach
- Daisy
- Wario
- Waluigi
- Yoshi
- Birdo
- Toad
- Koopa (nuevo)
- Shy Guy (nuevo, desbloqueable)
- Kamek (nuevo, desbloqueable)

Nota: Shy Guy y Kamek no son elegibles en el Modo Individual debido a sus roles como oponentes. Los dos personajes se desbloquean una vez acabado el Modo Individual, así como que este es el último juego de la serie Mario Party en el que Birdo es un personaje jugable (vuelve en Mario Party SuperStars).

### Jefes
Por primera vez en un juego de Mario Party se podrán enfrentar en conjunto varios jugadores contra los jefes de los niveles. Es el único minijuego en el que se tiene que trabajar en equipo para seguir avanzando, pero no deja de ser competitivo ya que hay ganadores y perdedores.
- Lakitu & Floruga: Valle Toad
- Roco  &  Rey Bob-omb(a): Fábrica de Bob-ombs/Bob-Ombas
- Huesitos  & Rey Boo : Mansión Boo/Bú
- Cheep Cheep & Blooper: Océano Blooper
- Spike & Chomp Cadenas: Mina Volcánica
- Bowser Jr./Bowsy & Bowser: Satélite Bowser
- Diddy Kong & Donkey Kong: Jungla Kong

Nota: Los minijuegos de Diddy Kong y Donkey Kong son más al estilo de minijuegos bonus pero son clasificados como minijuegos de jefe.

## Doblaje
| Personaje        | Actor de voz Original | Doblaje de Hispanoamérica | Doblaje de España     |
| ---------------- | --------------------- | ------------------------- | --------------------- |
| Mario            | Charles Martinet      | Charles Martinet          | Charles Martinet      |
| Luigi            | Charles Martinet      | Charles Martinet          | Charles Martinet      |
| Wario            | Charles Martinet      | Charles Martinet          | Charles Martinet      |
| Waluigi          | Charles Martinet      | Charles Martinet          | Charles Martinet      |
| Pianta           | Charles Martinet      | Charles Martinet          | Charles Martinet      |
| Princesa Peach   | Samantha Kelly        | Samantha Kelly            | Samantha Kelly        |
| Toads            | Samantha Kelly        | Samantha Kelly            | Samantha Kelly        |
| Princesa Daisy   | Deanna Mustard        | Deanna Mustard            | Deanna Mustard        |
| Yoshi            | Kazumi Totaka         | Kazumi Totaka             | Kazumi Totaka         |
| Birdo            | Kazumi Totaka         | Kazumi Totaka             | Kazumi Totaka         |
| Shy Guy          | Nate Bihldorff        | Nate Bihldorff            | Nate Bihldorff        |
| Kamek            | Atsushi Masaki        | Atsushi Masaki            | Atsushi Masaki        |
| Bowser           | Kenny James           | Kenny James               | Kenny James           |
| Bowser Jr.       | Caety Sagoian         | Caety Sagoian             | Caety Sagoian         |
| Donkey Kong      | Takashi Nagasako      | Takashi Nagasako          | Takashi Nagasako      |
| Diddy Kong       | Katsumi Suzuki        | Katsumi Suzuki            | Katsumi Suzuki        |
| Hermano Martillo | Motoki Takagi         | Motoki Takagi             | Motoki Takagi         |
| Lakitu           | Dex Manley            | Dex Manley                | Dex Manley            |
| Huesitos         | Toru Asakawa          | Toru Asakawa              | Toru Asakawa          |
| Rey Boo          | Toru Asakawa          | Toru Asakawa              | Toru Asakawa          |
| Comentarista     | Jeff Minnerly         | Pablo Magaz               | Javier Fernández-Peña |

## Tableros
En el juego hay varios tableros en los que los jugadores deben de recoger y recolectar la mayor cantidad de miniestrellas para ganar.

### Tableros Iniciales
- Valle Toad
- Fábrica de Bob-ombs/Fábrica de Bob-ombas
- Mansión Boo/Mansión Bú
- Océano Blooper
- Mina volcánica
- Satélite Bowser(ganando en los cinco tableros iniciales del modo Fiesta).
- Jungla Kong(cuesta 500 Puntos Fiesta).

## Casillas
- Casilla Verde: Casilla neutra, no sucede nada aquí.
- Casilla de dado: El jugador recibe un dado especial (También puedes recibir desde una a tres miniestrellas más u ocurrir un minijuego sorpresa).
- Casilla de Sprint: El jugador deberá tirar el dado (normal) una vez más para avanzar
- Casilla Inversa: El jugador tirará el dado (normal) y tendrá que retroceder casillas dependiendo el número del dado.
- Casilla de Cambio: Se sorteará de nuevo el orden de los jugadores.
- Casilla Sorpresa: Evento aleatorio.
- Casilla de Evento: El jugador participa en un evento especial.
- Casilla de la Suerte: El jugador pasa a una pequeña cueva o a una casa Toad, al final gana objetos o miniestrellas.
- Casilla gafe: El jugador pasa a un lugar en el que tiene que tirar un dado, y depende del número perderá más o menos  miniestrellas.
- Casilla de Miniestrella: El jugador gana tantas miniestrellas como indique la casilla.
- Casilla de Miniestrella Negativa: El jugador pierde tantas miniestrellas como indique la casilla.
- Casilla de Minijuego para Todos": Si caes aquí, todos los participantes se enfrentarán en un minijuego.
- Casilla de 1 contra 3/2": El jugador participa en un minijuego de 1 contra 3(pueden ser 2 o 3 dependiendo del número de jugadores en la partida).
- Casilla de Minijuego de Batalla: Los jugadores competirán para llevarse las miniestrellas de los demás.
- Casilla Bowsy: El jugador y otro participante se enfrentarán a Bowser Jr./Bowsy en equipo a través de un minijuego de Bowser Jr./Bowsy.
- Casilla Bowser: El jugador participa en un evento de Bowser, la sentencia del jugador depende lo que salga en su ruleta Bowser, algunos consiste en quitarte mini estrellas pero también existe opciones como "Minijuego Inverso" en el que consiste que el quien quede de 4.º lugar en el minijuego gana 10 miniestrellas o "Minijuego por la mitad de las miniestrellas".
- Casilla de Evento de Comandante: Eventos de comandante (cada tablero tiene distintos Eventos de Comandante).
- Casilla de Jefe: Los jugadores tendrán que enfrentarse a un jefe.

## Objetos
- Dado Normal: Caras numeradas del 1 al 6.
- Dado 0-1: Caras numeradas del 0 al 1.
- Dado 1-2-3: Caras numeradas del 1 al 3.
- Dado 4-5-6: Caras numeradas del 4 al 6.
- Dado de 10 Caras: Caras numeradas del 1 al 10.
- Dado Lento: Pasan los números del 1 al 6 muy lentamente por lo que el jugador puede elegir el número que quiera.
- Miniestrella: Miniestrellas que se han recolectado (son el elemento clave para ganar la partida).
- Estrella Negativa: Resta miniestrellas.
- Plátano: Son miniestrellas pero en plátanos.
- Plátano Podrido: Se restan plátanos.

Nota: Los Plátanos y Plátanos Podridos solo aparecen en el tablero desbloqueable "Jungla Kong" y sustituyen a las Miniestrellas y Estrellas Negativas respectivamente.

## Minijuegos
En los tableros hay 78 minijuegos distintos. 12 de ellos son los enfrentamientos contra los jefes intermedios y los jefes finales de cada uno de los tableros. El resto aparece aleatoriamente en cada tablero cada vez que juegas. Hay otros 4 juegos que solo aparecen en el Modo Extra, 2 de ellos son nuevos, 1 es una repetición modificada del "Bolos Goomba" y el último es un modo perspectiva con 10 minijuegos para jugar en primer plano, pero no es un minijuego en sí (haciendo un total de 80 minijuegos).
Nota: Aquellos minijuegos que tengan nombre distinto en España e Hispanoamérica aparecerán así: Nombre español/Nombre hispanoamericano

### Minijuegos para Todos
- Son aquellos minijuegos en los que los 4 jugadores se enfrentan entre sí, sin alianzas entre algunos de estos.
  - Nubes elásticas
  - ¡Leña al leño!
  - Descenso pinball
  - ¡Rumbo al espacio!
  - Aldea Goomba
  - Las balas embaladas / Bill bólido
  - Circo acuático
  - Pinchazos en cadena / Cadena perpetua
  - Carrera de altura / Aventura en las alturas
  - Combo Comba / Combos y cuerdas
  - Callejón sin salida
  - La pieza justa
  - ¡Súbete a la parra! / Plantas trepadoras
  - Salto a salto
  - La carrera delfinitiva
  - ¡Sálvese quien pueda!
  - Escalada a pulso / Combo hacia la cima
  - 10 peldaños
  - Plantacesto / Cosecha Frenética
  - Cartácticas
  - Escondite Toad
  - La huida polar
  - Bolos Goomba
  - El templo malpincho / El templo Malpico
  - Ladrones con tacto / Giro Preciso
  - La mansión prisión / Confusión en la mansión
  - Laberinto deslizante
  - Cañoneros / Bahía Bala
  - Lluvia de pinchos / Las burbujas locas
  - Pintalienzos / Guerra de colores
  - Bombardeo a bordo
  - ¡No mires ahí!
  - Carrera de motonieves / Fórmula hielo
  - Jardín Piraña
  - En busca del tesoro
  - Cheep Cheep, ¡hurra!
  - Ataque al torreón / Ataque Bill
  - Platillos locos
  - Tensión picuda
  - Tu jarra me suena / Tu vista en la vasija
  - Goombas a gogó / 1,2,3...¡Goomba!
  - Combate volcánico
  - ¡Pizza para todos!
  - La fiebre del champiñón

### Minijuegos de 1 contra 3
- En estos minijuegos, un jugador se enfrenta a sus rivales. Si solo están jugando 3 personas, se convierten en Minijuegos de 1 contra 2.
  - Persecución ruinosa
  - Triple trampa
  - Arenas atrapadizas
  - Rampa mortal / Cruce peligroso
  - Rugby / Reto Rugby
  - Combomóviles
  - Piano pinchudo / Suelo movedizo
  - A martillazos
  - Puzle giratorio / Imagen desacomodada
  - Persecución helada / Frigopatrulla fina

### Minijuegos de Bowser Jr. (Bowsy en España)
- La huida de Bowy/La huida de Bowser Jr.
- Balancín saltarín/La balanza que lanza
- ¡Salta conmigo!
- El laberinto de Bowsy/El laberinto de Bowser Jr.
- Vaya valla...
- Fuego Cruzado
- Tazas de choque
- Trágame, tierra
- Tiroteo celestial/Tiroteo Aéreo
- Pedaleo sin freno

### Minijuegos de Jefe Intermedio
- Todos contra Lakitu
- Rocosentencia/La sentencia de Don Pisotón
- Huesitos a la carta
- Tiro al Cheep Cheep
- Pincha a Spike
- Guerra de dados con Bowsy/Guerra de dados con Bowser Jr.
- El templo platanero de Diddy Kong/Los plátanos de Diddy Kong

### Minijuegos de Jefe Final
- ¡Aplasta a Floruga!
- Gran Bob-ombardeo/La fábrica del gran Rey Bob-Omba
- El puzle del Rey Boo/El rompecabezas del Rey Bú
- Asalto Naval contra Blooper/¡Cañonea a Blooper!
- Las vagonetas de Chomp Cadenas/Los rieles de Chomp Cadenas
- Guerra de Bloques con Bowser
- El templo platanero de Donkey Kong/Los plátanos de Donkey Kong

### Minijuegos Extras
- Hexapuzle/Castillo del seis
- Fútbol Goomba
- Bolos Goomba (Repetición modificada)
- Primer Plano (Modo Perspectiva, no minijuego)

Nota: En esta entrega de Mario Party no existen los minijuegos 2 contra 2, a excepción del minijuego extra "Fútbol Goomba".